# Дискография на Джорджа
Към декември 2012 г. дискографията на италианската певица и авторка на песни Джорджа съдържа 12 студийни албума, 4 концертни албума, 2 компилации, 1 EP, 52 официални сингъла, също толкова рекламни и благотворителни сингли, 39 музикални клипа и 6 саундтрака.
Джорджа е завладяла с албумите си 12 десетки и 5 номер едно, докато сред синглите в челната десетка са 24 сингъла, от които 5 достигат номер едно. Тя държи рекорда за певица на своето поколение с най-продължително седмично присъствие в класациите на FIMI-Nielsen и е продала около 7 млн. копия от албуми, DVD и сингли. Нейните вокални качества в сравнение с тези на Уитни Хюстън и Мина, са високо оценени от специализирани критици, от важни международни изпълнители и от американското списание Билборд, което определи нейната „четвъртият славей на света заради нейните изразителни, емоционални и екстензивни технически качества“. Освен това тя е единствената италианска певица в момента, която има огромен вокален диапазон, точно 4 октави. Участва 3 пъти във Фестивала на италианската песен в Санремо, печелейки съответно 1-во, 3-то и 2-ро място. Тя също така печели 8 италиански музикални награди Уинд, награда Лунеция, Давид на Донатело и Сребърна лента. През 1995 г. на Фестивала на италианската песен печели 4 награди за една вечер (Първо място Big, Награда Радио/TV, Награда Автори и Награда „Миа Мартини“), т.е. има рекорд, бидейки изпълнителката с най-много награди на фестивала в едно издание.
Джорджа е сред 5-те изпълнителки, които са продали най-много записи между 2000 и 2010 г., както и италианската изпълнителка, продала най-много записи между албуми и сингли през 2002 г., нейният сингъл Gocce di memoria е най-продаваният италиански сингъл в 2003 г. Общо в Италия тя е продала над 7 млн. копия, сертифицирани от FIMI. Въпреки че поради лични причини, въпреки многобройните възможности, тя никога не иска сериозно да се опита да постигне успех в чужбина и въпреки че списание Билборд я нарича „Способна да постигне същия успех в САЩ“, тя също има значителни резултати от продажби и в страни извън Италия. От 2007 г. е продала около 950 хил. копия само със сингли, докато с EP на живо (достъпен само в дигитален формат в iTunes) и 5 албума е продала около 1 010 000 копия за общо около 1 960000 продадени.
От 1994 г. до днес Джорджа е записала повече от 200 песни, от които повече от 70% са написани от нея самата или в съавторство с други автори.

## Албуми

### Студийни албуми
| Година | Заглавие | Продажби и сертификати                                                       | Макс. класиране | Макс. класиране |
| Година | Заглавие | Продажби и сертификати                                                       | ITA             | CH              |
| ------ | --- | ---------------------------------------------------------------------------- | --------------- | --------------- |
| 1994   | Giorgia - Дата: 8 юни 1994 - Лейбъл: Сони BMG - Формат: CD                                                      | - Продажби в Италия: 170 000+ - Сертификат FIMI: 2x платинен                 | 2               | —               |
| 1995   | Come Thelma & Louise - Дата: 19 април 1995 - Лейбъл: Сони BMG - Формат: CD                                      | - Продажби в Италия: 450 000+ - Сертификат FIMI: 4x платинен                 | 2               | 46              |
| 1997   | Mangio troppa cioccolata - Дата: 5 септември 1997 - Лейбъл: Сони BMG, Рикорди - Формат: CD                      | - Продажби в Италия: 600 000+ - Сертификат FIMI: 1x диамантен                | 1               | —               |
| 1999   | Girasole - Дата: 14 април 1999 - Лейбъл: Диски ди чоколата, Сони BMG, Рикорди - Формат: CD                      | - Продажби в Италия: 300 000+ - Certificazione FIMI: 3x платинен + 1x златен | 8               | —               |
| 2001   | Senza ali - Дата: 2 март 2001 - Лейбъл: Диски ди чоколата, Сони BMG - Лейбъл: CD                                | - Продажби в Италия: 350 000+ - Cертификат FIMI: 3x платинен+ 1x златен      | 3               | 47              |
| 2003   | Ladra di vento - Дата: 12 септември 2003 - Лейбъл: Диски ди чоколата, Сони BMG - Формат: CD                     | - Продажби в Италия: ок. 300 000 - Cеертификат FIMI: 3x платинен             | 1               | 79              |
| 2007   | Stonata - Дата: 14 ноември 2007 - Лейбъл: Диски ди чоколата, Сони - Формат: CD                                  | - Национални продажби: 180 000+ - Cертификат FIMI: 2x платинен               | 2               | —               |
| 2011   | Dietro le apparenze - Дата: 6 септември 2011 - Лейбъл: Диски ди чоколата, Сони - Формат: CD, дигитален download | - Национални продажби: 140 000+ - Сертификат FIMI: 2x платинен + 1x златен   | 1               | 19              |
| 2013   | Senza paura - Дата: 5 ноември 2013 - Лейбъл: Микрофоника, Сони - Формат: CD, дигитален download                 | - Национални продажби: 140 000+ - Cертификат FIMI: 2x платинен               | 1               | 58              |
| 2016   | Oronero - Дата: 28 октомври 2016 - Лейбъл: Микрофоника, Сони - Формат: CD, дигитален download                   | - Продажби в Италия: 100 000+ - Cертификат FIMI: 2x платинен                 | 2               | 39              |
| 2018   | Pop Heart - Дата: 16 октомври 2018 - Лейбъл: Микрофоника, Сони - Формат: CD, дигитален download                 | - Продажби в Италия: 50 000+ - Сертификат FIMI: 1x платинен                  | 2               | 44              |

### Компилации
| Година | Заглавие | Продажби и сертификаи                                           | Класации | Класации |
| Година | Заглавие | Продажби и сертификаи                                           | ITA      | CH       |
| ------ | --- | --------------------------------------------------------------- | -------- | -------- |
| 2002   | Greatest Hits – Le cose non vanno mai come credi - Дата: 12 юни 2002 - Лейбъл: Диски ди чоколата, Сони BMG - Formato: CD | - Световни продажби: 1 000 000+ - Сертификат FIMI: 2x диамантен | 1        | 49       |
| 2008   | Spirito libero – Viaggi di voce 1992 – 2008 - Дата: 21 ноември 2008 - Лейбъл: Диски ди чоколата - Формат: CD             | - Световни продажби: 300 000+ - Cертификат FIMI: 3x платинен    | 5        | —        |

### Концертни албуми
| Година | Заглавие                                                                                             | Продажби и сертификати                                                  | Макс. класиране |
| Година | Заглавие                                                                                             | Продажби и сертификати                                                  | ITA             |
| ------ | --- | ----------------------------------------------------------------------- | --------------- |
| 1996   | Strano il mio destino (Live & studio 95/96) - Дата: 20 февруари 1996 - Лейбъл: Сони BMG - Формат: CD | - Световни продажби: 400 000+ - Cертификат FIMI: 4xplatino              | 4               |
| 2005   | MTV Unplugged (Giorgia) - Дата: 10 юни 2005 - Лейбъл: Диски ди чоколата - Формат: CD                 | - Световни продажби: 240 000 + - Cертификат FIMI: 2x платинен+1x златен | 2               |
| 2018   | Oronero Live - Дата: 19 януари 2018 - Лейбъл: Сони Мюзик - Формат: CD                                | - Сертификат FIMI: 2x платинен                                          |                 |

### Албуми публикувани извън Италия
- 1993 – Natural Woman (Live in Rome)
- 1993 – One More Go Round
- 1994 – Tuttinpiedi (Германия)
- 1995 – Come Thelma & Louise (Япония)
- 1997 – Dimmi dove sei (Германия)
- 1997 – Mangio troppa cioccolata (Германия, Швеция, Портогалия, Австрия, Нидерландия, Франция)
- 1999 – Giorgia Mexico (Испания, Португалия, Латинска Америка)
- 2001 – Senza ali (Франция)
- 2002 – E poi (Нидерландия, Белгия, Люксембург)
- 2002 – Greatest Hits (Le cose non vanno mai come credi) (Нидерландия, Белгия. Люксембург)
- 2002 – Greatest Hits (Канада)
- 2012 – Dietro le Apparenze (Обединено кралство, САЩ, Нидерландия)
- 2012 – Italia Loves Emilia – La raccolta (Швейцария, Обединено кралство)
- 2013 – Senza Paura – (дигитален формат за целия свят)

### EP
| Година | Заглавие                                                                                          | Продажби и сертификати |
| ------ | ------------------------------------------------------------------------------------------------- | ---------------------- |
| 2008   | Giorgia – Live alla Casa del Jazz - Дата: 2008 г. - Лейбъл: Сони BMG - Фпрмат: дигитален download | - 50.000+ (1x златен)  |

### DVD
- 2004 – Ladra di vento live 03/04
- 2005 – Mtv Unplugged Giorgia
- 2018 – Oronero Live

## Сингли
| Година | Заглавие                                  | Класации | Албум                                            |
| Година | Заглавие                                  | ITA      | Албум                                            |
| ------ | ----------------------------------------- | -------- | ------------------------------------------------ |
| 1994   | E poi                                     | 6        | Giorgia                                          |
| 1994   | Nessun dolore                             | —        | Giorgia                                          |
| 1995   | Come saprei                               | 1        | Come Thelma & Louise                             |
| 1995   | C'è da fare                               | 22       | Come Thelma & Louise                             |
| 1995   | E c'è ancora mare                         | 69       | Come Thelma & Louise                             |
| 1995   | Riguarda noi                              | —        | Come Thelma & Louise                             |
| 1996   | Strano il mio destino                     | 10       | Strano il mio destino (Live & studio 95/96)      |
| 1997   | Un'ora sola ti vorrei                     | 7        | Mangio troppa cioccolata                         |
| 1997   | Dimmi dove sei                            | 13       | Mangio troppa cioccolata                         |
| 1997   | Un amore da favola                        | 11       | Mangio troppa cioccolata                         |
| 1998   | In vacanza con me                         | 60       | Mangio troppa cioccolata                         |
| 1999   | Il cielo in una stanza                    | 18       | Girasole                                         |
| 1999   | Parlami d'amore                           | 50       | Girasole                                         |
| 1999   | Girasole                                  | 8        | Girasole                                         |
| 1999   | Tradirefare                               | 32       | Girasole                                         |
| 2001   | Di sole e d'azzurro                       | 2        | Senza ali                                        |
| 2001   | Senza ali                                 | 35       | Senza ali                                        |
| 2001   | Un sole dentro al cuore                   | 100      | Senza ali                                        |
| 2001   | Save the World                            | —        | Senza ali                                        |
| 2002   | Vivi davvero                              | 5        | Greatest Hits – Le cose non vanno mai come credi |
| 2002   | Marzo                                     | 18       | Greatest Hits – Le cose non vanno mai come credi |
| 2003   | Gocce di memoria                          | 1        | Ladra di vento                                   |
| 2003   | Spirito libero                            | 12       | Ladra di vento                                   |
| 2003   | L'eternità                                | 60       | Ladra di vento                                   |
| 2005   | Infinite volte                            | —        | MTV Unplugged (Giorgia)                          |
| 2007   | Parlo con te                              | 19       | Stonata                                          |
| 2007   | La La Song                                | 50       | Stonata                                          |
| 2008   | Ora basta                                 | 5        | Stonata                                          |
| 2008   | Poche parole (c Мина)                     | 22       | Stonata                                          |
| 2008   | Per fare a meno di te                     | 6        | Spirito libero – Viaggi di voce 1992 – 2008      |
| 2008   | Via col vento                             | —        | Spirito libero – Viaggi di voce 1992 – 2008      |
| 2011   | Il mio giorno migliore                    | 6        | Dietro le apparenze                              |
| 2011   | È l'amore che conta (Hostage)             | 9        | Dietro le apparenze                              |
| 2011   | Inevitabile (с Ерос Рамацоти)             | 9        | Dietro le apparenze                              |
| 2012   | Dove sei                                  | 77       | Dietro le apparenze                              |
| 2012   | Tu mi porti su                            | 6        | Dietro le apparenze                              |
| 2013   | Quando una stella muore                   | 10       | Senza paura                                      |
| 2013   | I will pray (pregherò) (feat. Алиша Кийс) | 17       | Senza paura                                      |
| 2014   | Non mi ami                                | 5        | Senza paura                                      |
| 2014   | Io fra tanti                              | 28       | Senza paura                                      |
| 2014   | La mia stanza                             | —        | Senza paura                                      |
| 2016   | Oronero                                   | 18       | Oronero                                          |
| 2017   | Vanità                                    | 48       | Oronero                                          |
| 2017   | Credo                                     | 54       | Oronero                                          |
| 2017   | Scelgo ancora te                          | 84       | Oronero                                          |
| 2017   | Come neve (feat. Марко Менгони)           | 3        | Oronero                                          |
| 2018   | Le tasche piene di sassi                  | 42       | Pop Heart, vol. 1                                |
| 2018   | Una storia importante                     |          | Pop Heart, vol. 1                                |
| 2019   | Sweet Dreams (Are Made of This)           |          | Pop Heart, vol. 1                                |
| 2019   | Lei verrà                                 |          | Pop Heart, vol. 1                                |
| 2019   | I Feel Love                               |          | Pop Heart, vol. 1                                |
| 2020   | Non sono una signora                      |          | Pop Heart                                        |

### Сингли за благотворителност
- 1996 The Power Of Peace – (с Арета Франклин, Олета Адамс, Крис де Бърг, Енрике Иглесиас, Пеабо Брайсън, Жерал Левер, Кени Роджърс) – от албума The Power Of Peace в подкрепа на CARE, издаден само в САЩ
- 2009 – Domani 21/04.2009 (c Джованоти, Неграмаро, Тициано Феро, Елиза и др.)
- 2010 – Donna d'Onna (c Джана Нанини, Лаура Паузини, Фиорела Маноя и Елиза), част от DVD Amiche per l'Abruzzo

## Дуети и сътрудничество
- 1979 – Chiamatemi Andrea – с Кристина Монтефиори, част от 45 оборота Chiamatemi Andrea/Rocky blu
- 1994 – Che goccia sei – с Марио Амичи, част от EP Mario Amici
- 1994 – Uomo nero – с Алан Соул (Джулио Тодрани), част от албума Giorgia
- 1994 – Canto di Natale – с Андреа Бочели, част от DVD от 2008 г. Natale in Vaticano
- 1995 – Santa Lucia Luntana – с Лучано Павароти, част от албума Pavarotti & Friends 2
- 1995 – Vivo per lei – с Андреа Бочели, част от албумите му Bocelli, Romanza и Best of Vivere
- 1996 – The Power of Peace – с Арета Франклин, Олета Адамс, Крис де Бърг, Енрике Иглесиас, Пеабо Брайсън, Жерал Левер, Кени Роджърс), от албума The Power Of Peace в подкрепа на CARE
- 1996 – Endless Love – с Майкъл Бейкър, от албума ѝ Strano il mio Destino live/studio 1996
- 1996 – T.V.U.M.D.B. – с Елио е ле Сторие Тезе, от албума им Eat the Phikis
- 1996 – Li immortacci – с Елио е ле Сторие Тезе, част от албума им Eat the Phikis
- 1997 – Scirocco d'Africa – с Пино Даниеле, част от албума му Dimmi cosa succede sulla terra
- 2000 – All Night Long (All Night) – дует с Лайнъл Ричи на Летния фестивал в Лука.
- 2000 – Georgia on My Mind – дует с Рей Чарлз на Летния фестивал в Лука
- 2001 – Save the World – с Айша, от албума ѝ Senza ali
- 2001 – Il mare sconosciuto – с Хърби Хенкок, от албума ѝ Senza ali
- 2003 – We've Got Tonight – с Ронан Кийтинг, от албума му Destination
- 2005 – Industrial (appuntamenti maledetti) – с Jetlag, от албума му On the air
- 2005 – Luna crescente – пише текста на песента на Сирия, от албума ѝ Non è peccato
- 2005 – Non sono – пее хора в пачерто на Сирия, от албума ѝ Non è peccato
- 2005 – I Heard It Through the Grapevine – с Рики Фанте, от албума MTV Unplugged
- 2005 – Redonne-moi ta confiance – с Рош Воазен, от албума му Sauf si l'amour...) (само за френскоговорещи страни)
- 2005 – La gatta (sul tetto) – с Терънс Бланшар, от албума MTV unplugged
- 2005 – E poi – с Теренс Бланшар, от албума MTV unplugged
- 2005 – Spirito libero – с Терънс Бланшар, от албума му MTV unplugged
- 2006 – Esprimiti – с Емануел Ло, от албума му Più tempo...
- 2006 – Petali di rosa – пише текста, от албума Più tempo... на Емануел Ло
- 2007 – Vento di passione e Il giorno e la notte – с Пино Даниеле, от албума му Il mio nome è Pino Daniele e vivo qui
- 2007 – Più – с Фиорело, от саундтрака на филма Voce del verbo amore
- 2007 – Resta qui – с Торменто, от албума му Alibi, пише също i Controcanti
- 2007 – Poche parole – с Мина, от албума ѝ Stonata
- 2007 – Vieni fuori – с Даяна Уинтър, от албума ѝ Stonata
- 2007 – Adesso lo sai – с Емануел Ло, от албума ѝ Stonata
- 2008 – Gli ultimi brividi – с Невио, от албума му Due
- 2008 – Il direttore – с Frankie hi-nrg mc, от албума му DePrimoMaggio
- 2008 – Ignudi fra i nudisti – с Елио е ле Сторие Тезе, от албума им Studentessi
- 2009 – Salvami – с Джана Нанини, от албума ѝ Giannadream – Solo i sogni sono veri
- 2010 – Donna d'Onna – с Джана Нанини, Лаура Паузини, Фиорела Маноя и Елиза
- 2010 – Pour Que l'Amour Me Quitte – с Елиза, от албума ѝ Ivy
- 2011 – Inevitabile – с Ерос Рамацоти, от албума ѝ Dietro le apparenze
- 2011 – Tu mi porti su – с Джованоти, от албума ѝ Dietro le apparenze
- 2013 – I Will Pray (pregherò) – с Алиша Кийс, от албума ѝ Senza paura
- 2013 – Did i lose you – с Оли Мърс, от албума ѝ Senza paura
- 2013 – Near You – с Никола Пиовани, от албума му Piovani Cantabile
- 2013 – E Lulabai – с Никола Пиовани, от албума му Piovani Cantabile
- 2016 – De Profundis – с Енцо Авитабиле, от албума му Lotto infinito
- 2017 – Come neve – с Марко Менгони, от албума ѝ Oronero Live
- 2018 – Il conforto – с Тициано Феро, в албума ѝ Pop Heart
- 2019 – Scatola nera – с Джемитец и МедМен, от албума им Scatola nera

## Музикални видеоклипове
- 1995 – Come saprei
- 1995 – Riguarda noi
- 1997 – Un'ora sola ti vorrei
- 1997 – Un amore da favola
- 1997 – Dimmi dove sei
- 1999 – Girasole
- 1999 – Parlami d'amore
- 2001 – Save the World
- 2002 – Vivi davvero
- 2002 – Marzo
- 2002 – We've Got Tonight
- 2003 – Gocce di memoria
- 2003 – Spirito libero
- 2003 – L'eternità
- 2004 – La gatta (sul tetto)
- 2005 – Infinite volte
- 2007 – Parlo con te
- 2008 – La La Song (non credo di essere al sicuro)
- 2008 – Ora basta
- 2008 – Ignudi fra i nudisti[1]
- 2008 – Per fare a meno di te
- 2009 – Salvami (c Джана Нанини)
- 2011 – Il mio giorno migliore
- 2011 – È l'amore che conta
- 2011 – Inevitabile (c Ерос Рамацоти)
- 2012 – Dove sei
- 2012 – Tu mi porti su
- 2013 – Quando una stella muore
- 2014 – Non mi ami
- 2014 – Io fra tanti
- 2014 – La mia stanza
- 2016 – Oronero
- 2017 – Vanità
- 2017 – Credo
- 2017 – Scelgo ancora te
- 2017 – Come neve (c Марко Менгони)
- 2018 – Le tasche piene di sassi
- 2018 – Una storia importante
- 2019 – I Feel Love

## Филми с музиката на Джорджа
- 1999: Il cielo in una stanza – Il cielo in una stanza '99
- 2003: La finestra di fronte – Gocce di memoria
- 2004: Amori in corsa – Vivi davvero
- 2005: Romanzo criminale – I heard it through the grapevine
- 2007: Voce del verbo amore – Più (c Фиорело)
- 2008: Solo un padre – contiene Per fare a meno di te
- 2008: Euclide era un bugiardo – Un amore da favola
- 2008: La stella della porta accanto – La La Song (non credo di essere al sicuro)
- 2009: Il grande sogno – Ora lo so
- 2010: Аз, проклетникът – Tu sei